# NGC 7398
NGC 7398 este o liner situată în constelația Peștii. A fost descoperită în 2 octombrie 1856 de către William Parsons, 3rd Earl of Rosse⁠(d). Se află la o distanță de 73,79 de megaparseci de Pământ.